# Kabupaten Pamekasan
Kabupaten Pamekasan är ett kabupaten i Indonesien.   Det ligger i provinsen Jawa Timur, i den västra delen av landet, 700 km öster om huvudstaden Jakarta. Antalet invånare är 795 918. Kabupaten Pamekasan ligger på ön Madura.